# Socha svatého Václava (Uhlířské Janovice)

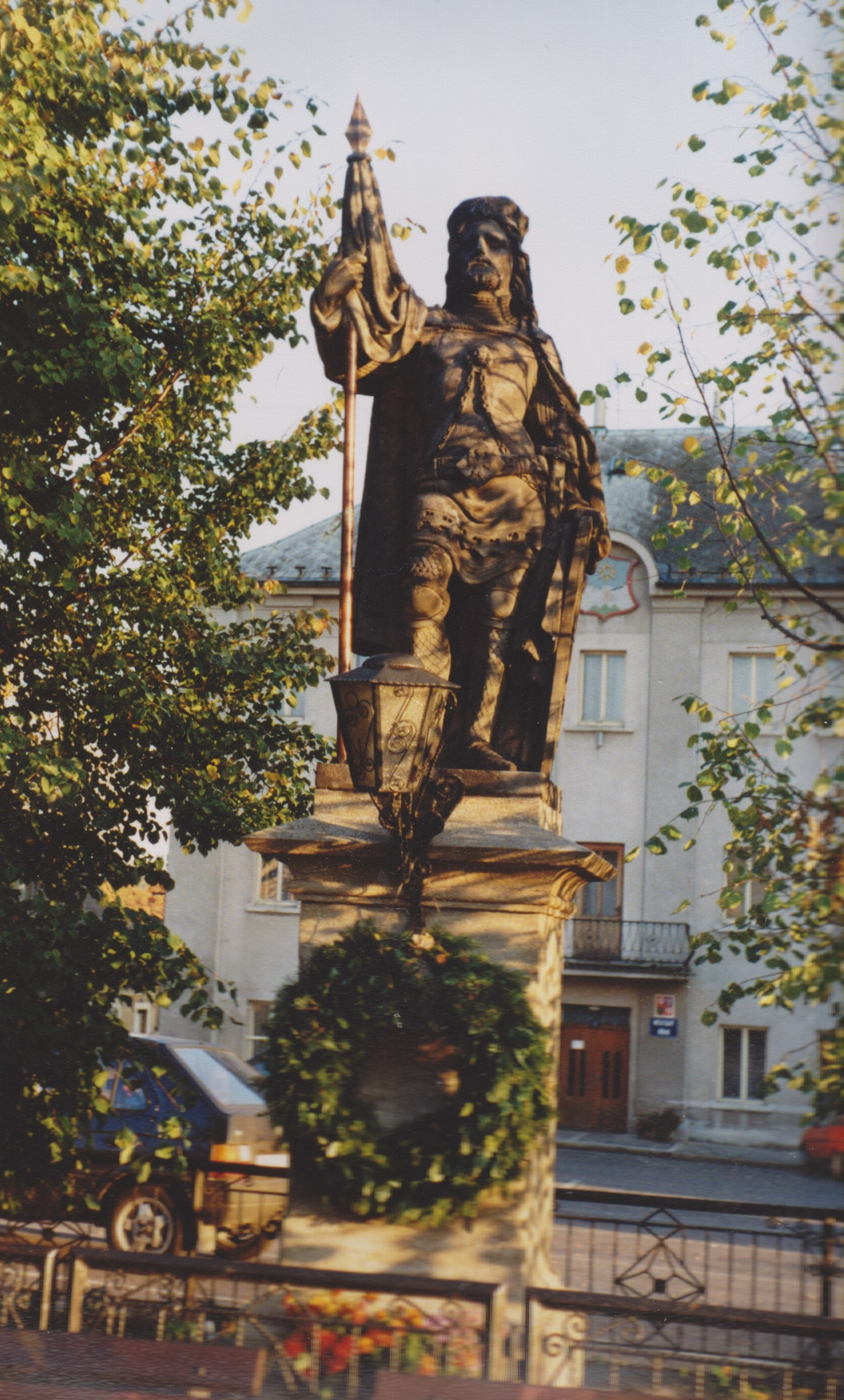

Socha svatého Václava stojí uprostřed stejnojmenného náměstí v Uhlířských Janovicích v okrese Kutná Hora ve Středočeském kraji. Je zapsána na seznamu nemovitých památek 

## Historie
Socha byla pořízena 13. září 1858 částečně z peněz zanechaných poslední vůlí Josefa Zelenky, bývalého učitele z Drahobudic a částečně z peněz obecních. Autorem byl pražský sochař J. Möldner. Ve stejném roce ji slavně požehnal okresní vikář a farář Pater Vincenc Bradáč.
Socha byla opravována v letech 1895 a 1905 a opatřena nátěrem.
V roce 1928, při desátém výročí vzniku Československé republiky provedl renovaci a odstranění nátěrů sochař Miroslav Böswart z Břevnova a na podstavci přibyl nápis:
OBNOVENO L.P.1928 V 10.ROCE R.ČS.
V roce 1958 došlo k zápisu do seznamu nemovitých památek. Ke konci 20. století se stala několikrát terčem vandalů (1987). Zatím poslední renovace proběhla v roce 2014 a 28. září 2014 na svatého Václava byla slavnostně požehnána.